# UFC Fight Night: Rodriguez vs. Penn
UFC Fight Night: Rodriguez vs. Penn è stato un evento di arti marziali miste tenuto dalla Ultimate Fighting Championship svolto il 15 gennaio 2017 al Talking Stick Resort Arena di Phoenix, Stati Uniti.

## Retroscena
Questo è il secondo evento organizzato a Phoenix.
L'incontro dei pesi piuma tra il vincitore del reality show The Ultimate Fighter: Latin America Yair Rodríguez e l'ex campione dei pesi leggeri e welter UFC B.J. Penn, venne scelto come main event della card.
Erik Koch avrebbe dovuto affrontare Tony Martin. Tuttavia, Koch venne rimosso dalla card il 12 dicembre per infortunio, venendo sostituito da Alex White.
Damian Grabowski doveva vedersela con Viktor Pesta, ma venne sostituito da Oleksiy Oliynyk il 21 dicembre.
Il 29 dicembre, due incontri subirono delle alterazioni: Jussier Formiga venne rimosso dall'incontro con Sergio Pettis, mentre Jordan Rinaldi non potette affrontare Devin Powell. Al loro posto vennero inseriti, John Moraga e Drakkar Klose.
Bryan Caraway avrebbe dovuto affrontare Jimmie Rivera. Tuttavia, Caraway si infortunò e il 4 gennaio fu sostituito da Marlon Vera. Successivamente, anche Rivera venne rimosso dall'incontro a causa del fatto che inizialmente doveva affrontare un top fighter di categoria e subito dopo si ritrovò ad affrontare uno sconosciuto.

## Risultati
|                                   | Divisione                      |                                |                                |                                | Metodo                                      | Round                          | Tempo                          | Premio                         |
| Card Principale (Fox Sports 1)    | Card Principale (Fox Sports 1) | Card Principale (Fox Sports 1) | Card Principale (Fox Sports 1) | Card Principale (Fox Sports 1) | Card Principale (Fox Sports 1)              | Card Principale (Fox Sports 1) | Card Principale (Fox Sports 1) | Card Principale (Fox Sports 1) |
| --------------------------------- | ------------------------------ | ------------------------------ | ------------------------------ | ------------------------------ | ------------------------------------------- | ------------------------------ | ------------------------------ | ------------------------------ |
|                                   | Pesi Piuma                     | Yair Rodríguez                 | batte                          | B.J. Penn                      | KO Tecnico (calcio frontale e pugni)        | 2                              | 0:24                           | POTN                           |
|                                   | Pesi Leggeri                   | Joe Lauzon                     | batte                          | Marcin Held                    | Decisione non unanime (29-28, 29-28, 27-30) | 3                              | 5:00                           |                                |
|                                   | Pesi Welter                    | Ben Saunders                   | batte                          | Court McGee                    | Decisione unanime (29-28, 29-28, 29-28)     | 3                              | 5:00                           |                                |
|                                   | Pesi Mosca                     | Sergio Pettis                  | batte                          | John Moraga                    | Decisione unanime (29-28, 29-28, 30-27)     | 3                              | 5:00                           |                                |
| Card Preliminare (Fox Sports 1)   |                                |                                |                                |                                |                                             |                                |                                |                                |
|                                   | Pesi Leggeri                   | Drakkar Klose                  | batte                          | Devin Powell                   | Decisione unanime (30-27, 30-27, 30-27)     | 3                              | 5:00                           |                                |
|                                   | Pesi Gallo                     | Augusto Mendes                 | batte                          | Frankie Saenz                  | Decisione non unanime (28-29, 29-28, 29-28) | 3                              | 5:00                           | FOTN                           |
|                                   | Pesi Massimi                   | Oleksiy Oliynyk                | batte                          | Viktor Pesta                   | Sottomissione (Ezekiel Choke)               | 1                              | 2:57                           | POTN                           |
|                                   | Pesi Leggeri                   | Tony Martin                    | batte                          | Alex White                     | Decisione unanime (30-27, 30-27, 30-27)     | 3                              | 5:00                           |                                |
| Card Preliminare (UFC Fight Pass) |                                |                                |                                |                                |                                             |                                |                                |                                |
|                                   | Pesi Paglia (F)                | Nina Ansaroff                  | batte                          | Jocelyn Jones-Lybarger         | Sottomissione (rear-naked choke)            | 3                              | 3:39                           |                                |
|                                   | Pesi Massimi                   | Walt Harris                    | batte                          | Chase Sherman                  | KO (ginocchiata e pugni)                    | 2                              | 2:41                           |                                |
|                                   | Pesi Mediomassimi              | Joachim Christensen            | batte                          | Bojan Mihajlović               | KO Tecnico (pugni)                          | 3                              | 2:05                           |                                |
|                                   | Pesi Massimi                   | Cyril Asker                    | batte                          | Dmitri Smoliakov               | KO Tecnico (pugni e gomitate)               | 1                              | 2:41                           |                                |

## Premi
I lottatori premiati ricevettero un bonus di 50.000 dollari.
Legenda:
- FOTN: Fight of the Night (vengono premiati entrambi gli atleti per il miglior incontro dell'evento)
- POTN: Performance of the Night (viene premiato il vincitore per la migliore performance dell'evento)

## Incontri Annullati
|  | Divisione    |                  |        |               | Motivo                                |
|  | ------------ | ---------------- | ------ | ------------- | ------------------------------------- |
|  | Pesi Leggeri | Erik Koch        | contro | Tony Martin   | Koch subì un infortunio               |
|  | Pesi Massimi | Damian Grabowski | contro | Viktor Pesta  | Grabowski venne rimosso dall'incontro |
|  | Pesi Mosca   | Jussier Formiga  | contro | Sergio Pettis | Formiga venne rimosso dalla card      |
|  | Pesi Leggeri | Jordan Rinaldi   | contro | Devin Powell  | Rinaldi venne rimosso dalla card      |
|  | Pesi Gallo   | Bryan Caraway    | contro | Jimmie Rivera | Caraway subì un infortunio            |